# Tsai Chih Chung
Tsai Chih Chung (Chinees: 蔡志忠, Hanyu pinyin: Cài Zhìzhōng), ook geschreven als Cai Zhizhong (Changhua, 2 februari 1948), is een Taiwanees cartoonist, striptekenaar en producent van tekenfilms.

## Levensloop
Tsai publiceerde zijn eerste drie stripboeken in 1963. Op zijn drieëntwintigste werd hij artistiek manager bij de televisiemaatschappij Guangqi.
In 1976 richtte hij zijn eigen animatiebedrijf op, waarmee hij in 1981 zijn eerste lange tekenfilm uitbracht, Old Master Q. Deze werd in 1985 uitgeroepen tot beste tekenfilm tijdens het Golden Horse Film Festival. Tot zijn bekendste personages behoren de dronken zwaardvechter en de dappere superspeurhond.
Tsai werd internationaal vooral bekend vanwege zijn interpretaties van klassieke teksten uit de Chinese filosofie, zoals van Confucius, Laozi, Liezi, Mencius, Sunzi en Zhuangzi. In dit genre bracht hij een twintigtal boeken uit. Zijn werk werd in vijfentwintig talen uitgebracht en van zijn hand verschenen series in Hongkong, Singapore, Japan, Maleisië en Noord-Amerika. Zijn werk De gezegden van Lao-Tzu werd uitgebracht in achtenveertig landen.

## Erkenning
- 1979: Golden Horse Film Award voor Old Master Q als beste tekenfilm
- 1985: Prijs in de 23e Taiwanese Tien Uitzonderlijke Personen (JCI) voor zijn grafische werk van Zhuangzi
- 1999: Prins Claus Prijs voor zijn strips op basis van van klassieke teksten uit de Chinese filosofie
- 2011: Lifetime Achievement Award uit de Golden Comic Awards